# Шестопалов, Валентин Никитич
Валенти́н Ники́тич Шестопа́лов (укр. Валентин Микитович Шестопалов; 22 сентября 1947, Львов — 22 июня 2013, Киев) — советский и украинский актёр театра и кино, один из ведущих актёров Национального академического театра русской драмы имени Леси Украинки. Народный артист Украины (1998).

## Биография
Родился 22 сентября 1947 года во Львове.
Актёрские задатки Шестопалов обнаружил у себя ещё в детстве, посещал львовский театральный кружкок Романа Виктюка.
Занимался в творческой студии Украинского театра имени Ивана Франко. В 1972 году окончил ГИТИС.
Актёрскую карьеру Шестопалов начал в 1974 году в Киевском театре поэзии и песни, затем работал в театре имени Леси Украинки.
Дебют на театральной сцене — участие в спектаклях 1975 года «Последние дни» и «Храбрый портняжка».
Свою первую роль в кино сыграл в 1978 году в фильме «Подпольный обком действует», где в эпизоде сыграл немецкого офицера.
Снимался в кино и работал в театре, стал одним из ведущих актёров театра имени Леси Украинки. Создал свой собственный театр «Актёр», в котором одновременно являлся художественным руководителем и актёром.
С 2003 года активно снимался в украинских и российских телевизионных сериалах.
Жил в Киеве. Скончался 22 июня 2013 года после долгой болезни, на 66-м году жизни. Похоронен на Байковом кладбище.

## Фильмография
1. 1970 — Всё это не так просто — главная роль
2. 1976 — Аты-баты, шли солдаты… — сослуживец Константина
3. 1979 — Подпольный обком действует — немецкий офицер (эпизод)
4. 1983 — Последний довод королей — полковник Мёрдок, адъютант Джеймса Скотта
5. 1988 — Прошедшее вернуть — Авдюшкин, русский военнопленный
6. 1993—1994 — Царевна (телесериал) — профессор
7. 1999 — Развод по-русски — старик
8. 2002 — Право на защиту — мэр
9. 2002 — Под крышами большого города — профессор
10. 2003 — Матрёшка (короткометражный фильм)
11. 2003 — Европейский конвой — польский полковник
12. 2004 — Я тебя люблю — Павел Иосифович Томский, театральный режиссёр
13. 2004 — Пепел Феникса — генерал Выходцев
14. 2004 — Исцеление любовью — Сан Саныч, старший механик
15. 2005 — Новый русский романс — Меркович, опальный олигарх
16. 2005 — Косвенные улики (телесериал) — Седов
17. 2005 — Золотые парни
18. 2005 — Далеко от Сансет бульвара
19. 2005—2006 — Сёстры по крови — главврач
20. 2006 — Театр обречённых — Сергей Александрович Миронов, полковник милиции
21. 2006 — Пороки и их поклонники — Монахов
22. 2006 — Первое правило королевы
23. 2006 — Городской романс (телесериал) — Жданов, врач
24. 2006 — Всё включено
25. 2006 — Ангел из Орли
26. 2007 — Убить змея — Степан Савельич
27. 2007 — Надежда как свидетельство жизни — Илья Ильич
28. 2007 — Люблю тебя до смерти — Валентин Андреевич Кондратьев
29. 2007 — Доходное место (фильм-спектакль) — Аристарх Владимирыч Вышневский
30. 2007 — Держи меня крепче — тренер
31. 2008 — Городской пейзаж — Илья Семёнович, преподаватель
32. 2008 — Адреналин — Лев Леонидович, отец Горского
33. 2009 — При загадочных обстоятельствах — отставник
34. 2009 — Кофе по-дьявольски (фильм № 4)
35. 2009 — Право на помилование — Иван Звягинский, отец Олеси Гербер
36. 2009 — Похищение Богини — врач-хирург
37. 2009 — Несколько призрачных дней
38. 2009 — Как казаки… — дед в мундире
39. 2009 — Выход — Гоча
40. 2010 — Правдивая история об Алых парусах — Коломб, профессор
41. 2010 — Платон Ангел — Крячко, сосед Платона
42. 2010 — Миллион до неба
43. 2010 — Маршрут милосердия — Василий Буланов
44. 2010 — Брат за брата (телесериал) — Виктор Чубаров, генерал в ГУВД Москвы
45. 2011 — Брат за брата 2 (телесериал) — генерал полиции
46. 2011 — Ярость — Серов, кандидат в мэры
47. 2011 — Внештатный сотрудник (фильм № 5)
48. 2011 — Танец нашей любви — Николай (главная роль)
49. 2011 — Сваты—5 — Виктор Малахов
50. 2011 — Любовь на два полюса — генерал Асадов
51. 2011 — «Кедр» пронзает небо — директор ФБР Гувер
52. 2013 — Позднее раскаяние — главврач

## Награды и звания
- Орден «За заслуги» II степени (25 ноября 2011 года) — за весомый личный вклад в развитие отечественного театрального искусства, многолетнюю плодотворную творческую деятельность и высокое профессиональное мастерство[1].
- Орден «За заслуги» III степени (13 сентября 2007 года) — за значительный личный вклад в развитие украинского театрального искусства, высокое профессиональное мастерство и многолетнюю плодотворную творческую деятельность[2].
- Орден Дружбы (19 ноября 2007 года, Россия) — за большой вклад в укрепление и развитие российско-украинских культурных связей[3].
- Народный артист Украины (27 марта 1998 года) — за весомый личный вклад в развитие украинского театрального искусства, высокий профессионализм[4].